# Roger Mathis (1921)
Roger Mathis (Féchy, 4 april 1921 - 9 juli 2015) was een Zwitsers voetballer die speelde als verdediger.

## Carrière
Mathis speelde gedurende heel zijn carrière voor Lausanne Sports, hij veroverde er twee landstitels en twee bekers mee.
Hij speelde vier interlands voor Zwitserland waarin hij niet kon scoren. Hij nam met de Zwitserse ploeg deel aan het WK voetbal 1954 in eigen land.

## Erelijst
- Lausanne Sports
  - Landskampioen: 1944, 1951
  - Zwitserse voetbalbeker: 1944, 1950